# Volby do zastupitelských orgánů Československa 1986
Volby do zastupitelských orgánů Československa 1986 se konaly v Československu 23. a 24. května 1986.

## Popis voleb a dobových souvislostí
Šlo o čtvrté volby konané v Československu po invazi vojsk Varšavské smlouvy roku 1968 a nástupu normalizace a poslední volby před sametovou revolucí. Jednalo se o poslední jednotně konané volby do zastupitelských orgánů Československa, kdy se během jednoho volebního aktu rozhodovalo o složení zastupitelských sborů na všech úrovních. Volby organizovala Ústřední volební komise Národní fronty, které předsedal Jindřich Poledník.
V rámci voleb proběhly volby do následujících sborů: 
- volby do místních národních výborů a městských národních výborů (včetně obvodních národních výborů)
- volby do okresních národních výborů
- volby do krajských národních výborů
- volby do České národní rady
- volby do Slovenské národní rady
- volby do Sněmovny národů Federálního shromáždění
- volby do Sněmovny lidu Federálního shromáždění

Volby skončily jednoznačným vítězstvím jednotné kandidátní listiny Národní fronty, která získala do MNV 99,91 %, do ONV 99,92 %, do KNV 99,95 %, do ČNR 99,94 %, do SNR 99,95 %, do SN FS 99,94 % a do SL FS 99,94 % hlasů při volební účasti 99,39 %.